# شبنؤبت الأولى
شبنؤبت الأولى أو شابينويبت الأولي كانت زوجة آمون خلال الأسرة الثالثة والعشرين في مصر.

## سيرة شخصية
كانت أول زوجة لآمون والمتعبدة الإلهية لآمون ممن مارست مهام سياسية في طيبة القديمة والمنطقة المحيطة بها وكانت أيضا أول من أخذ لقبًا ملكيًا كاملًا بأسماء في خراطيش (يشير اسمها الفرعوني خينيميتبامون إلى أنها ''واحدة مع قلب آمون '')، وعلى الرغم من أن خلفائها اتبعوا نهجها، إلا أنها بقيت الوحيدة التي حملت أيضًا الألقاب الملكية «ملك الأرضين» و «ملك المظاهر»، أيضًا، الوحيدة التي يشير عرشها إلى آمون، وليس لزوجته موت.
كانت ابنة الفرعون اوسركون الثالث والملكة كارودجيت، وأخت غير شقيقة لكلا من تاكيلوت الثالث ورودامون. كانت زوجة آمون في عهد والدها كله. عندما سيطر كاشتا، ملك الأسرة الخامسة والعشرين، علي منطقة طيبة، اضطرت إلى تبني ابنته أماني ريديس الأولى كخليفة لها. تظهر في الصور كلا من شيبينوبيت الاولي وأماني ريديس الأولى معًا في وادي جاسوس. 
من المعروف أن شيبينوبيت الاولي عاشت الي عهد شبتكو حيث تم تصويرها على جزء من جدار معبد J الذي تم تزيينه تحت هذا الملك النوبي.
| قبلها: تاشع خبر | زوجة آمون · المتعبدة الإلهية لآمون | بعدها: أماني ريديس الأولى |